# 2001年イギリス総選挙

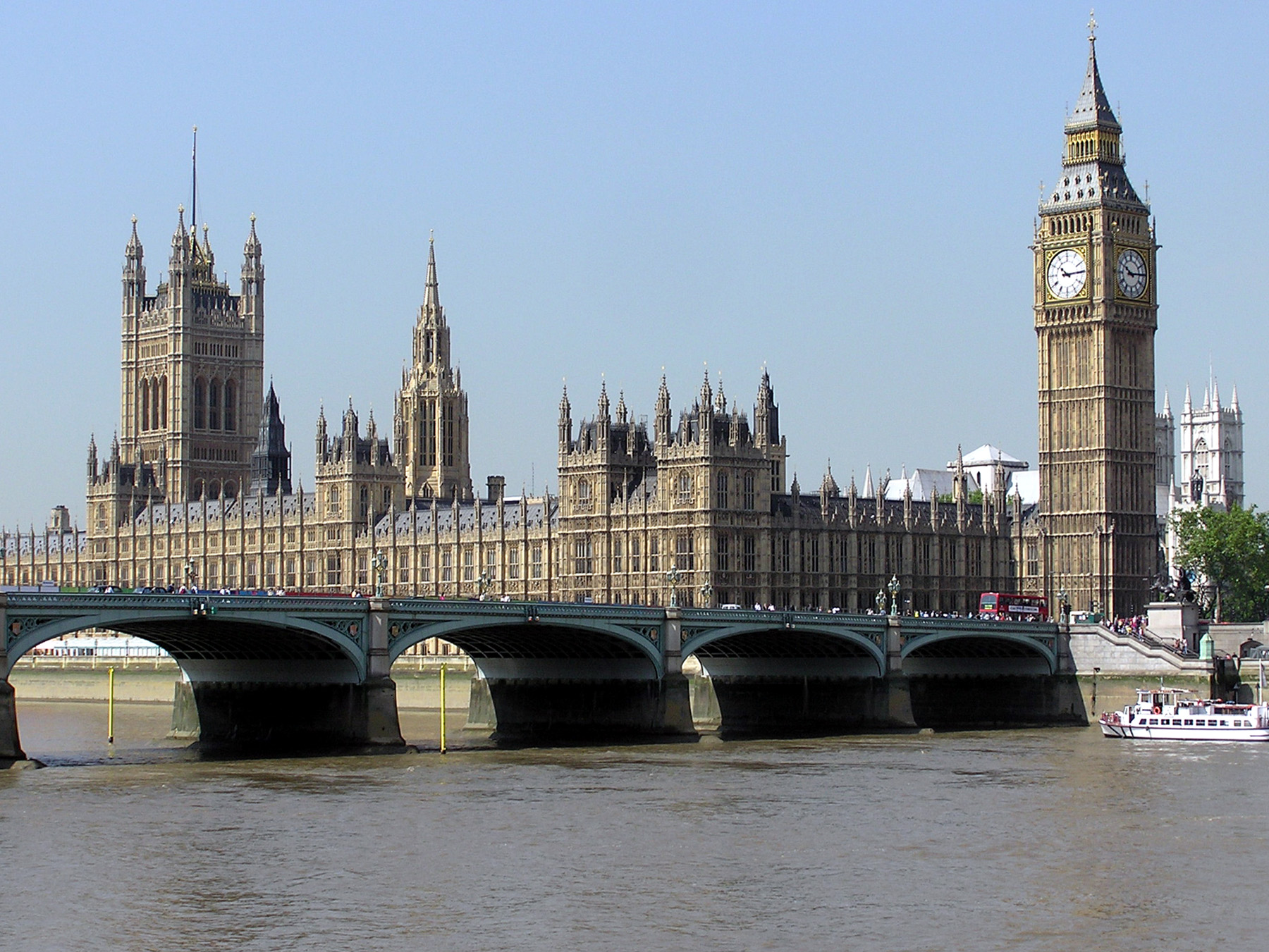
英国議会議事堂（ビッグ・ベン）

2001年イギリス総選挙（2001ねんイギリスそうせんきょ、英語：United Kingdom general election, 2001）は、2001年6月7日にイギリスで行われた議会（庶民院）議員の総選挙である。

## 概要
労働党が政権奪還した1997年の総選挙から4年ぶりに行われた総選挙で、任期が1年余り残っている中で下院を解散して行われた。1918年の総選挙以来初めて、投票率が60％を下回る記録的な低投票率となった。

## 選挙概要
- 議会構成：議会構成：上院（貴族院）と下院（庶民院）の二つから構成されるが、貴族院議員は世襲貴族や一代貴族などから選出され、選挙で選ばれないため、下院議員だけが総選挙で選出される。
- 選挙権を有している人：18歳以上の英国籍を有する男女及び英連邦市民、アイルランド共和国市民で一定の欠格要件（刑務所に服役中等）に該当しない市民で、居住している自治体に選挙人登録した者
- 被選挙権を有している人：21歳以上の英国籍を有している男女及び英連邦市民、アイルランド共和国市民で、一定の欠格要件（貴族院議員であること等）に該当しない者
- 下院議員任期：議員の任期は5年であるが、任期満了前に総選挙となることが多い（前回は1997年）。
- 下院の定数：659議席
- 選挙制度：各選挙区で最多得票を獲得した候補者が当選する完全小選挙区制
- 投票日：2001年6月7日

## 選挙日程
選挙は当初2001年5月3日に行われる予定だったが、2月に発生した口蹄疫の影響で農村部の移動が制限されたため、6月7日に延期された。

## 選挙の争点
前回の総選挙で圧勝して成立したブレア政権にとって初めての総選挙となった。世界的なハイテク・バブルの崩壊によってヨーロッパ本土やアメリカが不況に見舞われたにもかかわらず、イギリスは目立った影響を受けず失業率も下がり続けたため、労働党は好調な経済を頼りに選挙戦を有利に進めた。
ウィリアム・ヘイグ率いる保守党はヨーロッパとの関係を巡って分裂が続いていた。労働党が政治的中道路線を続けている中で保守党は非常に右派的色彩の強い公約で選挙戦を戦った。また、影の財務長官であるオリバー・レットウィンの公共支出削減計画への批判が保守党への逆風となった。

## 選挙結果
- 投票率：59.4％・・・・1918年以来最も低い投票率となった。
- 有効投票数：26,367,383票
- 候補者数：3,319名
- 当選者数：659名

| 党派                                        | 党派                                        | 獲得 議席 | 増減     | 得票数     | %    | 前回比 | 候補者数 |
| ------------------------------------------- | ------------------------------------------- | --------- | -------- | ---------- | ---- | ------ | -------- |
|                                             | 労働党                                      | 413       | 005      | 10,724,953 | 40.7 | 2.5    | 640      |
|                                             | 保守党                                      | 166       | 001      | 8,578,615  | 31.7 | 1.0    | 643      |
|                                             | 自由民主党                                  | 52        | 006      | 4,814,321  | 18.3 | 1.5    | 639      |
| 議長                                        | 議長                                        | 1         | 増減なし | 16,053     | 0.1  |        | 1        |
| アルスター統一党                            | アルスター統一党                            | 6         | 004      | 216,839    | 0.8  | 0.0    | 17       |
| スコットランド国民党                        | スコットランド国民党                        | 5         | 001      | 464,314    | 1.8  | 0.2    | 72       |
| 民主統一党                                  | 民主統一党                                  | 5         | 003      | 181,999    | 0.7  | 0.3    | 14       |
| プライド・カムリ                            | プライド・カムリ                            | 4         | 増減なし | 198,593    | 0.7  | 0.2    | 40       |
| シン・フェイン党                            | シン・フェイン党                            | 4         | 002      | 175,933    | 0.7  | 0.3    | 18       |
| 社会民主労働党                              | 社会民主労働党                              | 3         | 増減なし | 169,865    | 0.6  | 0.0    | 18       |
| キッダーミンスター病院独立 及び健康関心運動 | キッダーミンスター病院独立 及び健康関心運動 | 1         | 001      | 28,487     | 0.1  |        | 1        |

出典：“General Election results 7 June 2001”の11頁“Ｂ. National Table”。

### 解説
アイルランドを除いて前回総選挙とほぼ変化がなく、グレートブリテン島の641議席のうち620議席で前回と同じ党の候補者が勝利した。
与党・労働党は得票を300万票以上減らしたものの、前回（1997年）より5議席減というほぼ前回並みの議席を維持し、ブレア首相は引き続き政権を維持することとなった。一方、前回総選挙で大敗した野党・保守党は1議席増に留まり、ヘイグ党首は敗北の責任をとって辞任した。また、支持を拡大してきた第3党の自由民主党は、6議席増と健闘した。結果としては、前回総選挙と大差ないものであった。
スコットランド国民党は1議席減の5議席となった。アイルランドでは穏健派のアルスター統一党が強硬派である民主統一党に4議席を失った。